# 江俊輝

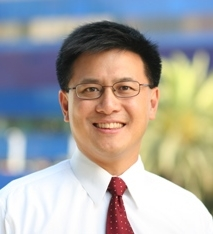
江俊辉

江俊辉（英語：John Chiang，即約翰·江；1962年7月31日—）臺灣裔美國人，民主黨籍政治人物，自2015年1月5日起擔任加州財政部長。在此之前曾於2007至2015年間担任加州审计长、1997至2007年間担任加州平税局第四区的委员。

## 生平
江俊辉的父親江牧東出身臺灣屏東縣內埔鄉竹圍莊客家人（江牧東為高屏六堆前清進士江昶榮之曾孫），畢業於國立臺灣大學化工系，1950年代負笈美國，留學美國俄亥俄州克里夫蘭州立大學。母親沈吟香出身台南，並曾短暫留學日本，後前往留學美國。江俊輝的祖父江景勤是一位醫生，江俊輝的外祖父沈榮出身台南新營，是日治與民國時期知名律師。江牧東與沈吟香在印第安那州聖母大學校園結識，之後結為夫妻，兩人育有三男一女。
江俊輝在1962年出生於美國紐約，在芝加哥長大，在美國東岸中西部與西岸都有多年生活經驗，自幼親身經歷美國早年種族歧視騷擾。1999年居住在美國東岸華府並擔任律師的妹妹江宜玲不幸遇害，成為江家心中至痛，歷經12年才破案。
1987年遷至洛杉磯開始接觸加州民主黨活動。之後曾於時任審計長格雷·戴維斯下擔任檢察官，也曾為聯邦參議員芭芭拉·鮑克瑟的幕僚。
2016年5月17日，江俊輝宣佈將於2018年選舉中競選加州州長。2018年6月5日，於初選開票之夜承認敗選。其後表態支持葛文·紐森競選加州州長。

## 外部連結
- Official State of California biography
- San Francisco Chronicle debate (webcast) for California State Controller
- Lecture by John Chiang at University of California, Berkeley video （页面存档备份，存于）